# Aleksandr Nikisjin
Aleksandr Aleksandrovitj Nikisjin, ryska: Александр Александрович Никишин, född 2 oktober 2001, är en rysk professionell ishockeyback som spelar för Carolina Hurricanes i National Hockey League (NHL).
Han har tidigare spelat för HK Spartak Moskva och SKA Sankt Petersburg i Kontinental Hockey League (KHL); Chimik Voskresensk i Vyssjaja chokkejnaja liga (VHL) samt Krylja Sovetov och MHK Spartak Moskva i Molodjozjnaja chokkejnaja liga (MHL).
Nikisjin draftades av Carolina Hurricanes i tredje rundan i 2020 års draft som 69:e spelare totalt.

## Statistik
| 2018–2019  | Krylja Sovetov       | MHL        | 62  | 8  | 17  | 25  | 55  | —  | — | — | —  | —  |
| 2019–2020  | HK Spartak Moskva    | KHL        | 29  | 0  | 3   | 3   | 2   | 3  | 0 | 1 | 1  | 5  |
|            | Chimik Voskresensk   | VHL        | 2   | 0  | 0   | 0   | 0   | —  | — | — | —  | —  |
|            | MHK Spartak Moskva   | MHL        | 6   | 0  | 3   | 3   | 4   | 2  | 0 | 0 | 0  | 2  |
| 2020–2021  | HK Spartak Moskva    | KHL        | 20  | 1  | 4   | 5   | 4   | 4  | 0 | 0 | 0  | 2  |
|            | Chimik Voskresensk   | VHL        | 3   | 0  | 3   | 3   | 0   | 2  | 0 | 0 | 0  | 0  |
|            | MHK Spartak Moskva   | MHL        | 1   | 0  | 0   | 0   | 2   | 2  | 1 | 1 | 2  | 2  |
| 2021–2022  | HK Spartak Moskva    | KHL        | 46  | 8  | 4   | 12  | 39  | 3  | 1 | 1 | 2  | 0  |
|            | Chimik Voskresensk   | VHL        | —   | —  | —   | —   | —   | 3  | 0 | 2 | 2  | 2  |
| 2022–2023  | SKA Sankt Petersburg | KHL        | 65  | 11 | 44  | 55  | 50  | 16 | 4 | 4 | 8  | 10 |
| 2023–2024  | SKA Sankt Petersburg | KHL        | 67  | 17 | 39  | 56  | 39  | 5  | 1 | 0 | 1  | 4  |
| 2024–2025  | SKA Sankt Petersburg | KHL        | 61  | 17 | 29  | 46  | 32  | 4  | 2 | 1 | 3  | 2  |
|            | Carolina Hurricanes  | NHL        | —   | —  | —   | —   | —   | 1  | 0 | 0 | 0  | 2  |
| NHL totalt | NHL totalt           | NHL totalt | —   | —  | —   | —   | —   | 1  | 0 | 0 | 0  | 2  |
| KHL totalt | KHL totalt           | KHL totalt | 288 | 54 | 123 | 177 | 166 | 35 | 8 | 7 | 15 | 23 |
| VHL totalt | VHL totalt           | VHL totalt | 5   | 0  | 3   | 3   | 0   | 5  | 0 | 2 | 2  | 2  |
| MHL totalt | MHL totalt           | MHL totalt | 69  | 8  | 20  | 28  | 61  | 4  | 1 | 1 | 2  | 4  |

### Internationellt
| Källa: Uppdaterad: 2025-05-16 | Källa: Uppdaterad: 2025-05-16 | Källa: Uppdaterad: 2025-05-16 |         | Utv = Utvisningsminuter | Utv = Utvisningsminuter | Utv = Utvisningsminuter | Utv = Utvisningsminuter | Utv = Utvisningsminuter |
| År                            | Lag                           | Mästerskap                    | Matcher | Mål                     | Assists                 | Poäng                   | Utv                     |                         |
| ----------------------------- | ----------------------------- | ----------------------------- | ------- | ----------------------- | ----------------------- | ----------------------- | ----------------------- | ----------------------- |
| 2022                          | ROC                           | OS                            | 6       | 0                       | 0                       | 0                       | 4                       |                         |
| Senior totalt                 | Senior totalt                 | Senior totalt                 | 6       | 0                       | 0                       | 0                       | 4                       |                         |